# Rizoupoli
Rizoupoli (in greco Ριζούπολη) è un quartiere di Atene, il più settentrionale della capitale della Grecia insieme a Probonas. Sorge tra i quartieri di Patissia e Nea Philadelphia ed è sede dello stadio Georgios Kamaras.

## Storia
Il nome del quartiere deriva da quello di Ioannis Rizopoulos, uomo d'affari attivo agli inizi del XX secolo. Nel quartiere sorgeva la sua storica dimora, demolita nel 2002 su disposizione del governo greco. Dopo la catastrofe dell'Asia Minore, molti rifugiati provenienti dalla Ionia e altre zone dell'Asia Minore si stabilirono a Rizoupoli.
Nel 1948 fu edificato nel quartiere uno stadio calcistico, sede delle partite dell'Apollōn Smyrnīs, club fondato nel 1891.